# Metropolia Kasamy
Metropolia Kasamy – jedna z 3 metropolii kościoła rzymskokatolickiego w Zambii. Została ustanowiona 12 czerwca 1967.

## Diecezje
- Archidiecezja Kasamy
  - Diecezja Mansa
  - Diecezja Mpika

## Metropolici
- Clemens P. Chabukasansha (1967-1973)
- Elias White Mutale (1973-1990)
- James Spaita (1990-2009)
- Ignatius Chama (od 2012)